# Philippe Bertrand (sculpteur)
Pour les articles homonymes, voir Philippe Bertrand et Bertrand.
Philippe Bertrand est un sculpteur français, membre de l'Académie royale de  peinture et de sculpture, né à Paris en 1664, et mort dans la même ville le 30 janvier 1724.

## Biographie
En 1694, il est à Montpellier où il exécute les sculptures de l'Arc de triomphe du Peyrou construit par l'architecte Augustin-Charles d'Aviler d'après les dessins de François d'Orbay. D'Aviler vante les sculptures faites par Philippe Bertrand. Il a réalisé quatre bas-reliefs en forme de médaillons, deux qui regardent la ville  représentant la jonction des deux mer par le canal royal de Languedoc et la destruction de l'hérésie, deux côté campagne faisant allusion aux victoires du roi.

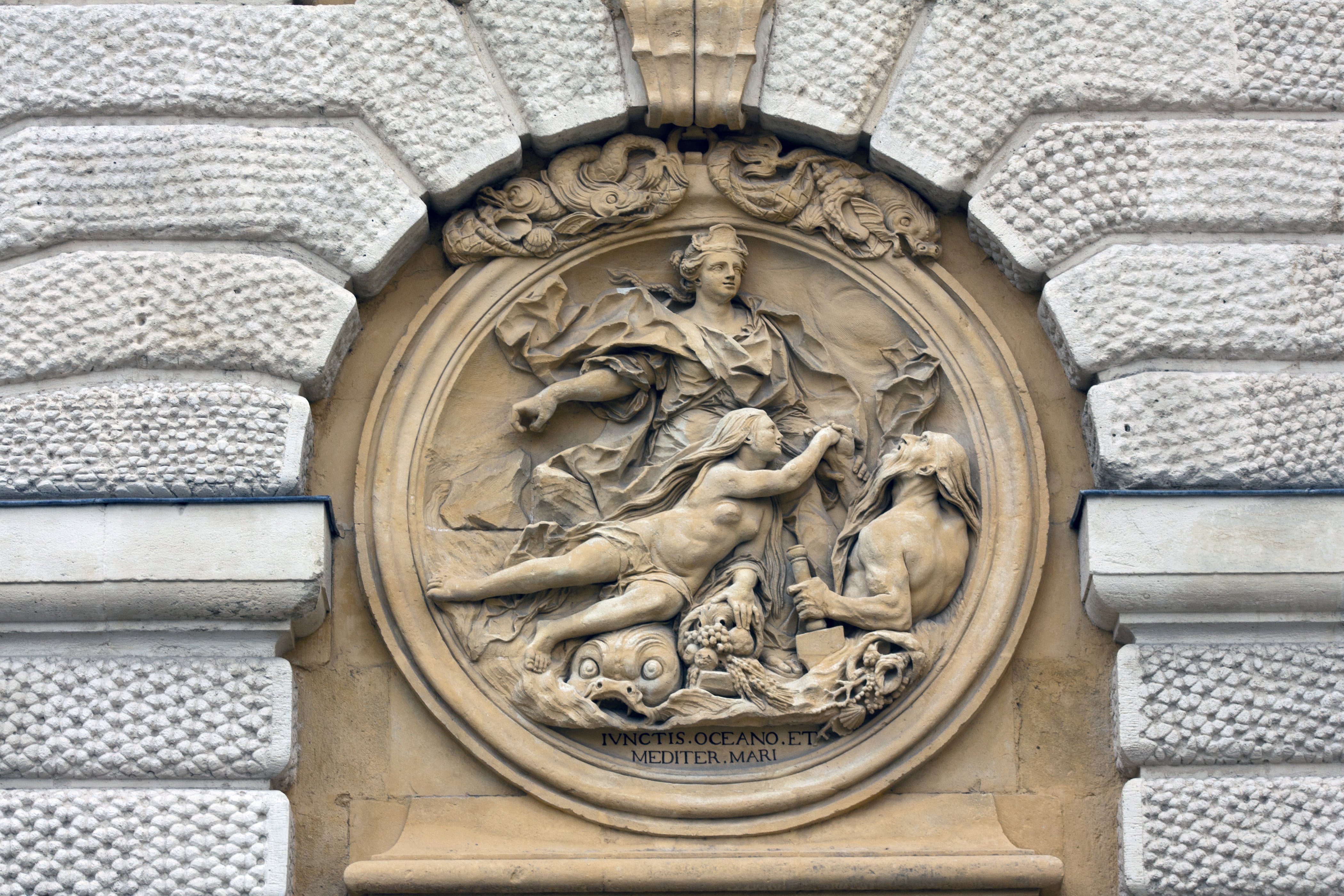
Porte du Peyrou : Jonction des deux mer par le canal royal de Languedoc
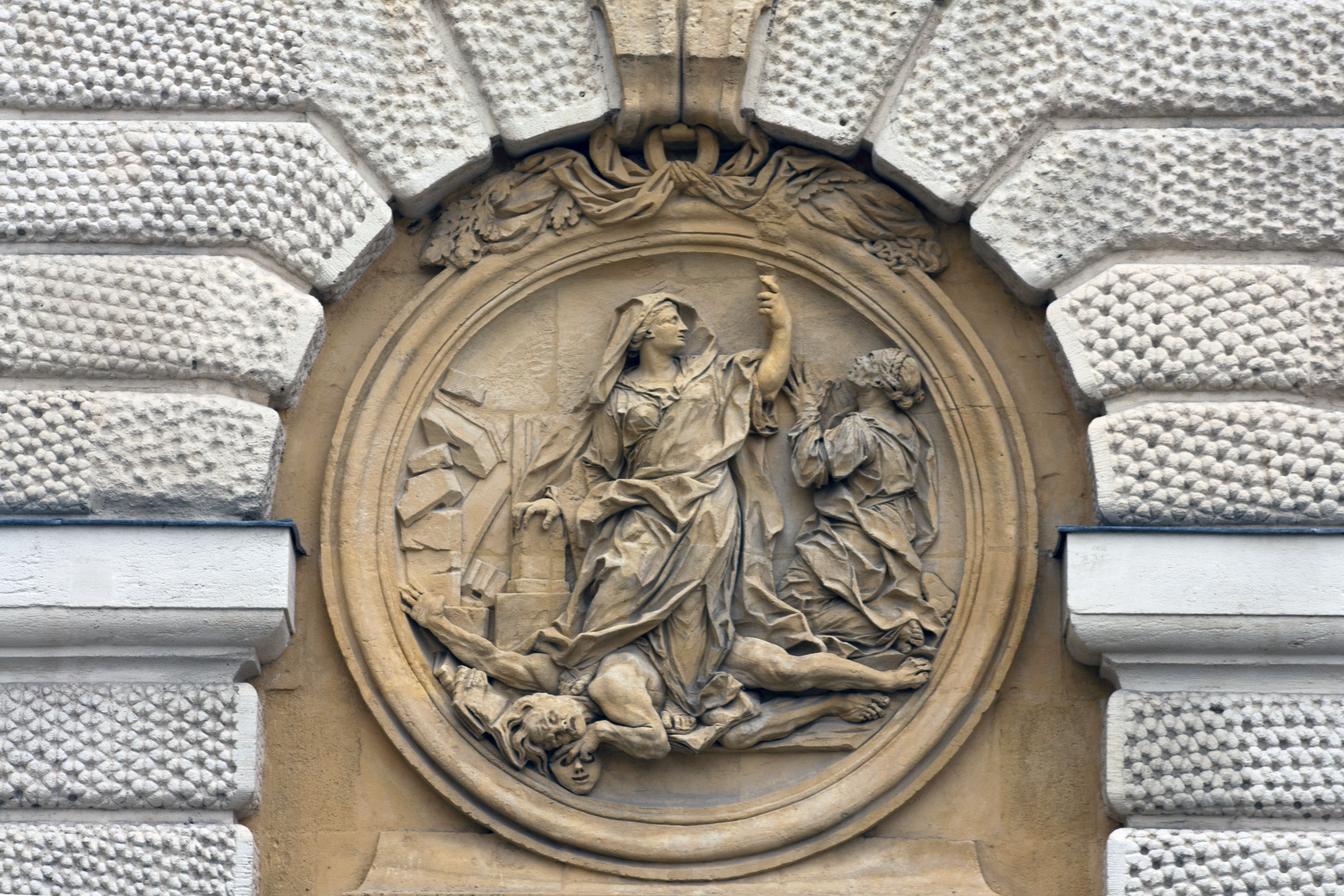
Destruction de l'hérésie
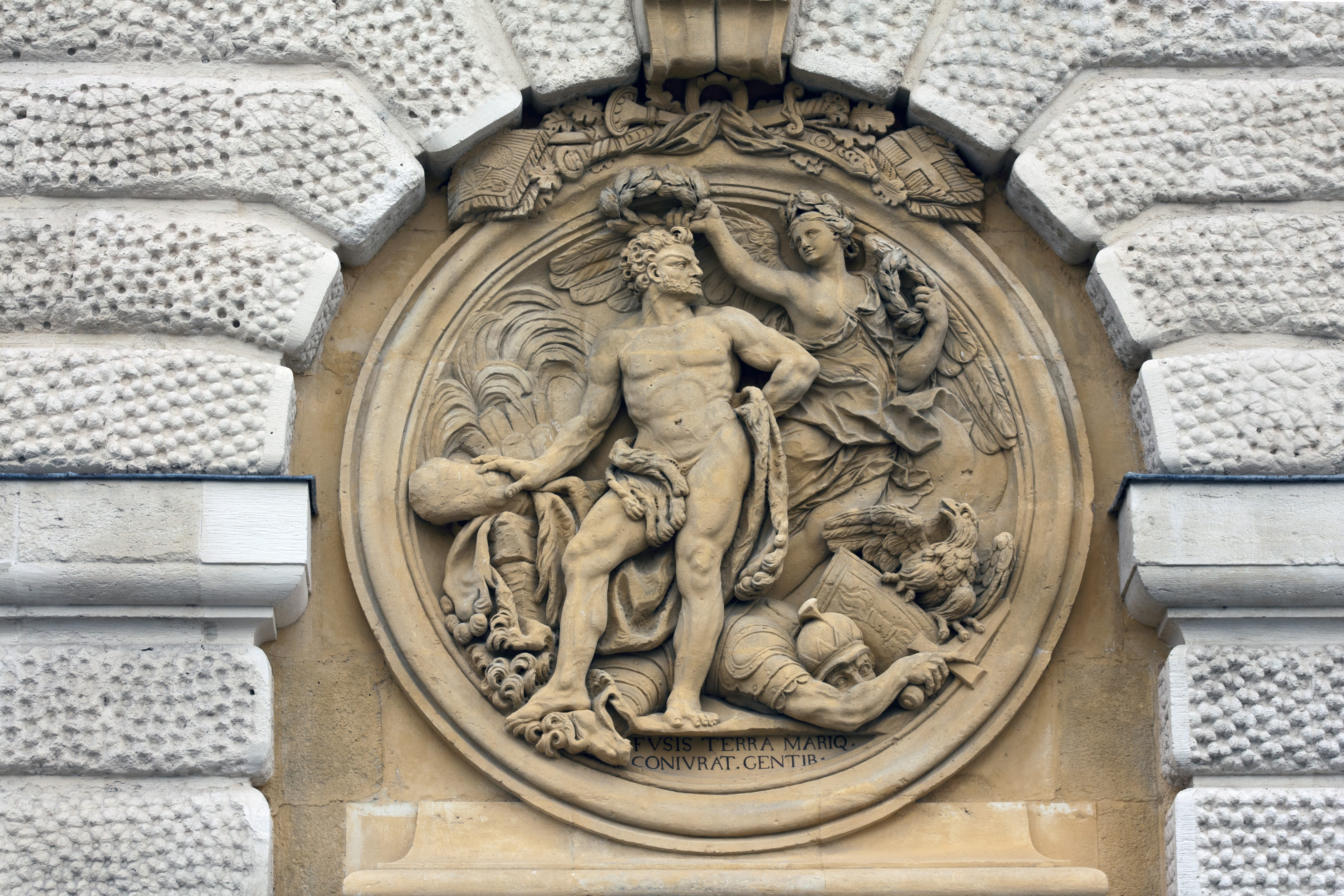
Victoire des armées du Roi
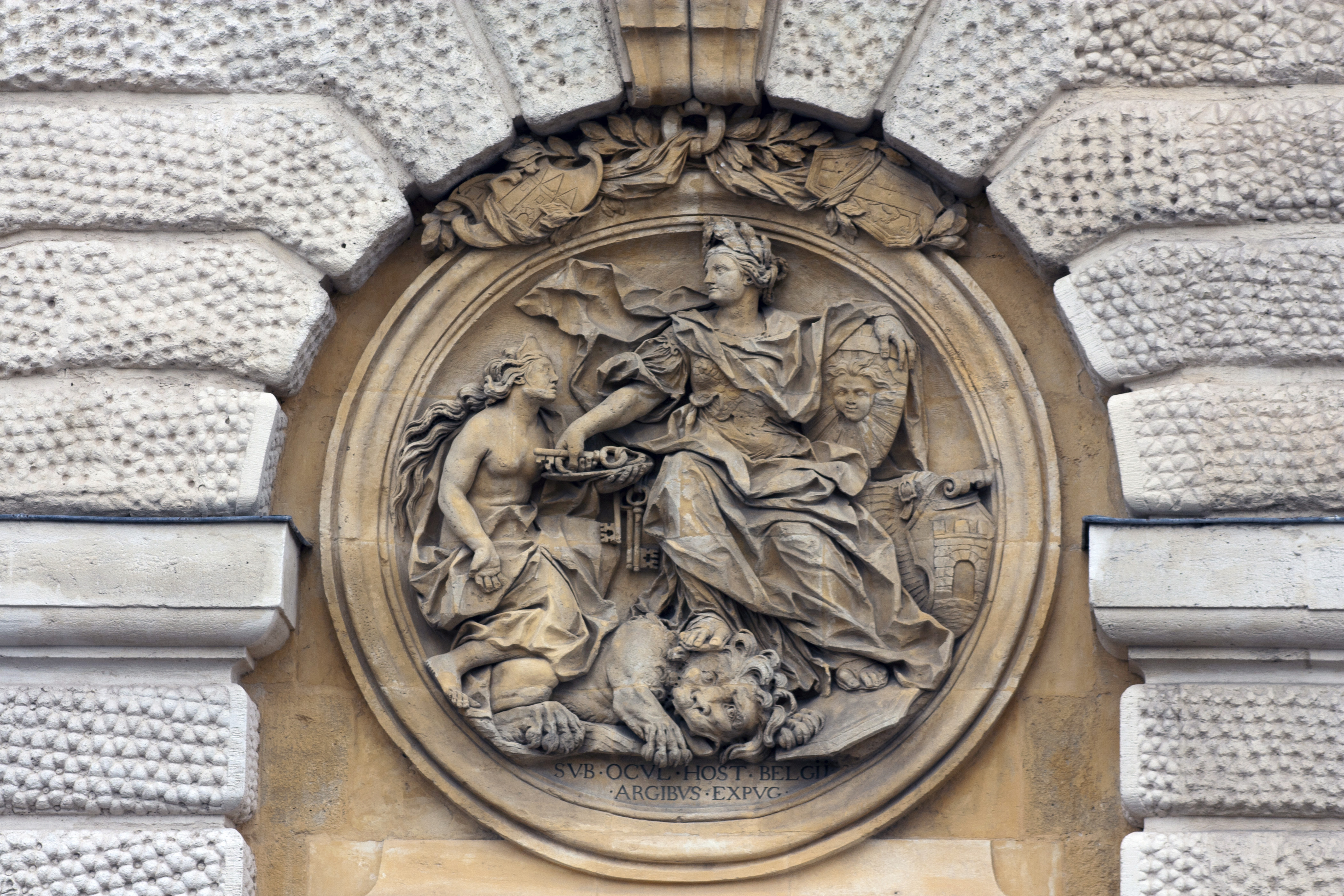
Soumission en Belgique

Il est reçu le 26 novembre 1701 à l'Académie royale de peinture et de sculpture en présentant le groupe représentant L’Elèvement d'Hélène pour sa réception.

## Famille
- Jean Bertrand de Metz marié à Marie Adam
  - David Bertrand, sculpteur, marié en juillet 1658 à Judith Meusnier[4], fille de Philippe Meusnier, architecte
    - Charlotte-Judith (1662- )
    - Philippe Bertrand, baptisé au temple de Charenton, le 11 novembre 1663, marié en 1699 à Marie Meusnier (1676- ), fille de Jean Meusnier (†1719), architecte, et d'Élisabeth Miquelot, sœur de Jeanne Meusnier (1675- ) mariée à François Dupuis.
      - Thomas Bertrand, reçu maître sculpteur de l'Académie de Saint-Luc, le 13 juillet 1735,
      - André Bertrand

    - Louis Bertrand, baptisé le 28 mai 1666,
    - David Bertrand, baptisé le 4 mars 1668,
    - Madelaine Bertrand, baptisée le 9 mars 1670,
    - David Bertrand, baptisé le 17 janvier 1672,
    - Marie, baptisée le 23 juillet 1673,
    - Élisabeth, baptisée le 8 septembre 1674,
    - Marie-Madelaine, baptisée le 7 juin 1676, mariée à l'horloger Josué Panier[5],
    - Jean, baptisé le 15 juin 1677.

## Œuvres
On lui doit les bas-relief de la porte triomphale élevée à Montpellier en l'honneur de Louis XIV. Par l'Enlèvement d'Hélène, . 
- La Force et la Justice (chœur de Notre-Dame-de-Paris),
- L'air (château de Trianon),
- Saint Satyrus (Invalides).